# Norman Shetler
Norman Shetler (* 16. Juni 1931 in Dubuque, Iowa, USA; † 25. Juni 2024 in Wien) war ein österreichischer Pianist, Puppenspieler und Hochschullehrer amerikanischer Abstammung.

## Leben und Karriere
Norman Shetler wurde in Dubuque, Iowa, USA, geboren. Er kam 1955 nach Österreich, um in Wien zu studieren. Dieses Studium schloss er 1959 ab. Shetler ist danach besonders als Klavierbegleiter von Gesangssolisten wie Anneliese Rothenberger, Peter Schreier, Dietrich Fischer-Dieskau und Thomas Quasthoff, aber auch von Instrumentalsolisten wie Nathan Milstein und Heinrich Schiff bekannt geworden, machte sich jedoch auch als Konzertpianist einen Namen.
Später übernahm er Professuren für Klavier und Liedgestaltung, zunächst, von 1983 bis 1991, an der Musikhochschule in Würzburg und danach, ab 1992, an der Universität für Musik und darstellende Kunst Wien. Auf über 70 Einspielungen ist der Pianist zu hören.
Auch nach seiner Emeritierung gab Norman Shetler weiterhin Meisterkurse, u. a. regelmäßig bei der Sommerakademie des Salzburger Mozarteums.
Seit 35 Jahren gastierte er auch als Puppenspieler mit seinem „Musikalischen Puppenkabarett“ auf drei Erdteilen, bei Festspielen und im Fernsehen.
Sein Sohn Norman Shetler (geb. 1974) ist Leiter des Gartenbaukinos und des Wiener Stadtkinos.